# Юрюзанское городское поселение
Юрюзанское городско́е поселе́ние — муниципальное образование в Катав-Ивановском районе Челябинской области Российской Федерации.
Административный центр — город Юрюзань.

## История
Статус и границы городского поселения установлены Законом Челябинской области от 9 июля 2004 года № 241-ЗО «О статусе и границах Катав-Ивановского муниципального района, городских и сельских поселений в его составе»

## Население
| 2002    | 2010    | 2011    | 2012    | 2013    | 2014    | 2015    |
| ------- | ------- | ------- | ------- | ------- | ------- | ------- |
| 14 174  | ↘12 578 | ↘12 546 | ↘12 446 | ↘12 300 | ↘12 167 | ↘12 099 |
| 2016    | 2017    | 2018    | 2019    | 2020    | 2021    | 2023    |
| ↘11 923 | ↘11 694 | ↘11 424 | ↘11 188 | ↘10 917 | ↘10 298 | ↘10 142 |

## Состав
| № | Населённый пункт | Тип населённого пункта        | Население |
| - | ---------------- | ----------------------------- | --------- |
| 1 | Первуха          | деревня                       | ↗14       |
| 2 | Юрюзань          | город, административный центр | ↘10 130   |